# Paluküla kolm rahnu
Paluküla kolm rahnu (Paluküla Ahtsiga talu rahnude kogum) česky lze přeložit asi jako Tři balvany Paluküly, jsou bludné balvany ve vesnici Paluküla, jihovýchodo-východně od města Kärdla a jižně od letiště Kärdla (Kärdla lennujaam), u silnice Kärdla - Heltermaa, na ostrově Hiiumaa, v kraji Hiiumaa v Estonsku.

## Další informace
Paluküla kolm rahnu je skupina tří bludných žulových balvanů, které pocházejí z Finska a byly na místo dopraveny ledovcem v době ledové. V okolí se také nacházejí další menší bludné balvany a souvky. Objekt je památkově chráněn od roku 1959. Místo je turistickou atrakcí a je celoročně volně přístupné.
| Balvan | Délka /m/ | Šířka /m/ | Výška /m/ | Největší obvod /m/ |
| ------ | --------- | --------- | --------- | ------------------ |
| 1.     | 5,5       | 5,0       | 2,5       | 16,7               |
| 2.     | 5,1       | 4,5       | 1,2       | 15,2               |
| 3.     | 4,6       | 4,1       | 3,0       | 16,7               |

## Galerie

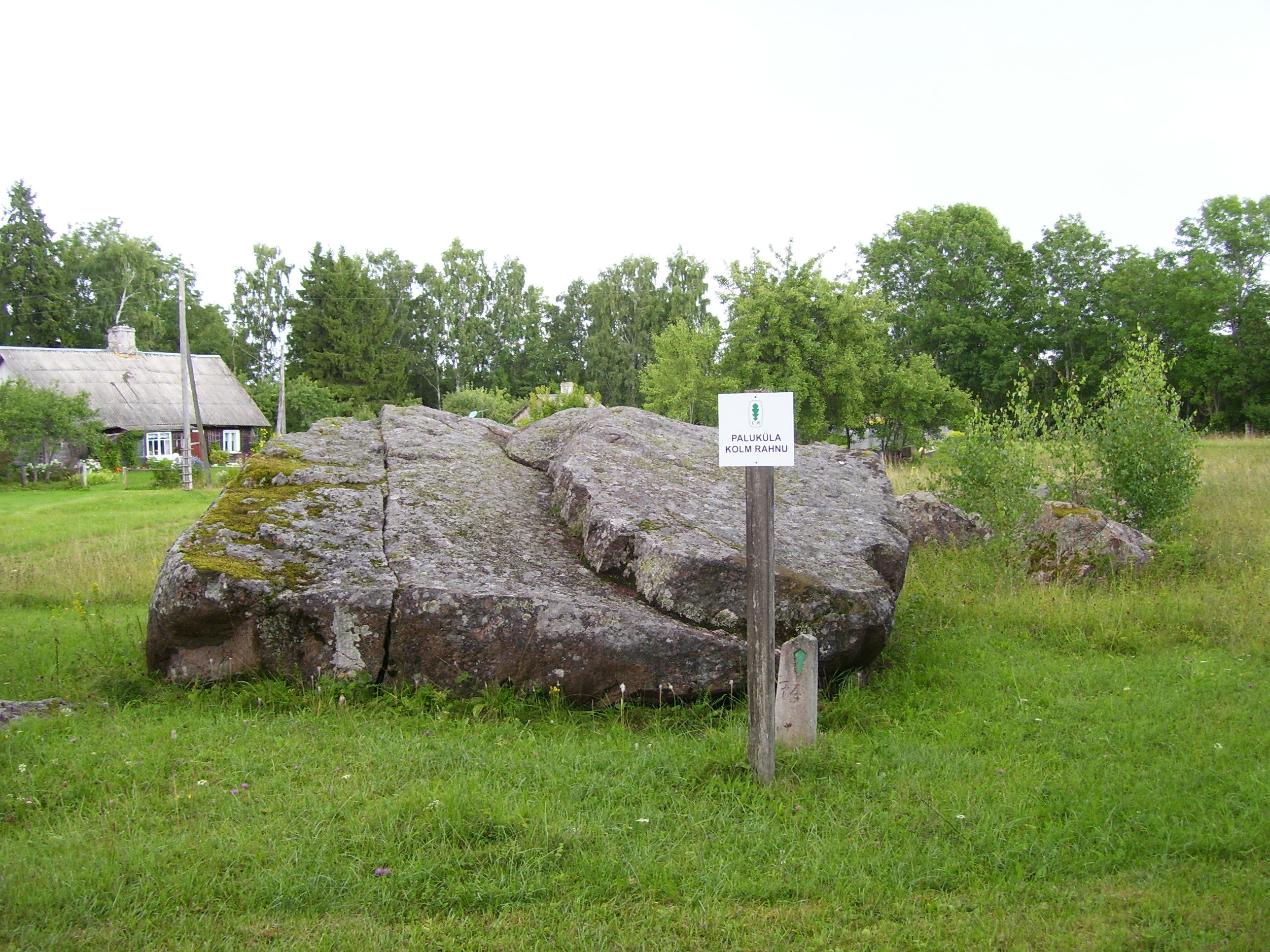
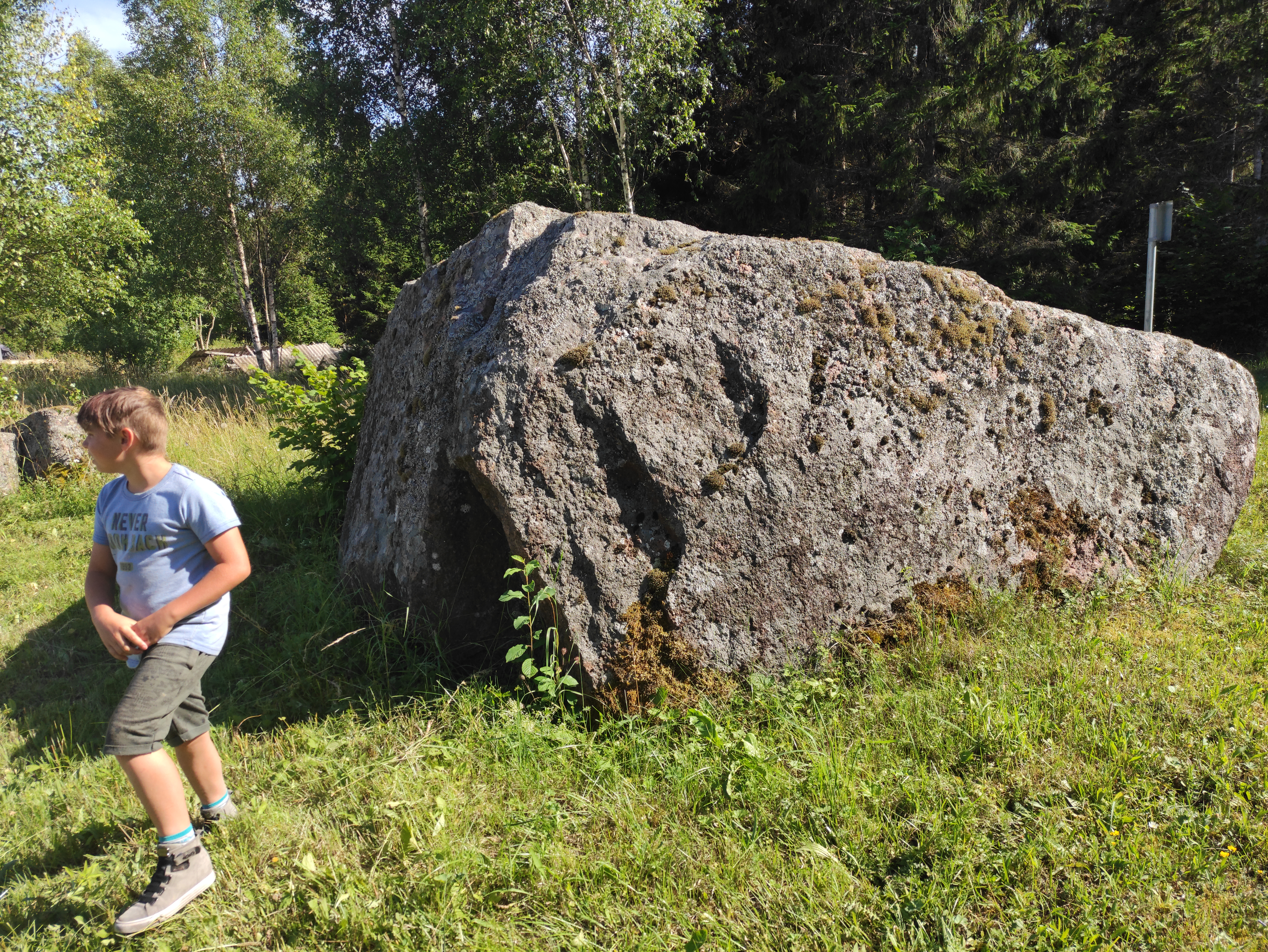